# Adolf Hamann
Adolf Hamann est un Generalleutnant allemand de la Seconde Guerre mondiale, né le 3 septembre 1885 à Groß Laasch dans le grand-duché de Mecklembourg-Schwerin et mort par pendaison le 30 décembre 1945 à Briansk en Union soviétique.
À l'issue de l'invasion de l’Union soviétique déclenchée en juin 1941, Il fut commandant militaire de villes telles qu'Orel, Briansk ou Babrouïsk. Peu après la défaite de l'Allemagne, en décembre 1945, accusé par un tribunal militaire soviétique d'exactions envers des populations civiles pacifiques, il fut condamné à la pendaison et immédiatement exécuté.

## Biographie
Hamann naît dans le grand-duché de Mecklembourg-Schwerin. Il commence sa carrière militaire en 1901 au 89e régiment de grenadiers (de) à Schwerin. Il est nommé caporal en 1904, sergent en 1908, Feldwebel en 1911. Il reçoit la croix de fer, de première, puis de seconde classe pendant la Première Guerre mondiale. Il est volontaire en février 1919 à ce même 89e régiment de grenadiers et passe bientôt sous-lieutenant, avant d'être nommé au 17e régiment d'infanterie de la nouvelle Reichswehr en qualité d'aide-de-camp du commandant. Il devient lieutenant en 1921 et capitaine en 1923.
C'est à partir de janvier 1933 qu'en qualité de major Hamann est affecté à l'état-major. Il commande un bataillon d'infanterie à Flensburg du 1er juillet au 1er octobre 1934, puis se trouve à la tête du 3e bataillon du régiment d'infanterie de Neumünster qui est renommé le 15 octobre 1935 en 46e régiment d'infanterie. Le 1er mars 1936, Hamann est élevé au grade de lieutenant-colonel. Du 1er février 1937 au 3 janvier 1939, il dirige le polygone du Stablack de la province de Prusse-Orientale. C'est à ce poste qu'il est nommé colonel, le 1er août 1938. De janvier 1939, jusqu'au déclenchement de la Seconde Guerre mondiale il se trouve au Tiborlager au sud-ouest de Schwiebus.
Après l'invasion allemande de la Pologne, Hamann se trouve commandant d'une zone frontalière en territoire occupé, jusqu'au 8 janvier 1940, après quoi il est commandant du 3e bataillon d'infanterie de réserve qu'il dirige jusqu'au 25 juillet 1941. Le 4 août suivant, il est nommé commandant du 327e régiment de la 239e division d'infanterie; cependant à cause de pertes importantes subies au combat Hamann est versé à la Réserve du Führer. Il est vite rappelé en service actif en avril 1942 pour commander le 666e régiment de la 370e division d'infanterie qui se disloque à Reims, en Zone occupée, mais n'y demeure que six semaines. Il retourne à la réserve du 14 mai au 1er juin 1942.

### Commandant d'Orel
Hamann est nommé général-major le 1er juin 1942 et affecté en tant que commandant militaire à la zone occupée par la Wehrmacht tout autour de la ville d'Orel au centre de la Russie européenne. Il commande également l'administration civile de la région d'Orel (okroug). Il arrive vite à établir une certaine coopération entre la population locale et les forces d'occupation, à cause du mécontentement qu'éprouvait la population, surtout paysanne, à l'égard du pouvoir communiste  [sans source]. Cependant une minorité active est versée dans la résistance (les partisans) soviétique, surtout à partir de 1943, quand l'occupation se durcit. Hamman accepte la demande de la population de rouvrir les églises. Pendant plus d'un an - durée de son poste - Hamann participe aussi à plusieurs festivités civiles locales (par exemple la cérémonie de la « libération » du 4 octobre 1942 au théâtre de la ville en présence des collaborationnistes), tandis qu'une collaboration active est organisée dans l'administration locale. La préoccupation première du général est d'organiser une police locale collaborationniste. Il fait publier un arrêté en décembre 1942 qui fonde une milice populaire locale et un grand nombre d'autres dans les domaines les plus variés. Ainsi un ordre de mars 1943 stipule que toute mère russe d'un enfant de père soldat allemand a droit à une pension de 30 marks par mois, tandis qu'un autre du 28 mai ordonne à la police de déporter comme ouvrières en Allemagne les jeunes femmes des villages. Quelques jours avant son départ il signe un ordre selon lequel tout individu entre 14 et 55 ans est susceptible d'être réquisitionné pour des travaux volontaires, le refus entraînant automatiquement l'envoi en camp de concentration.
À la fin de juillet 1943, l'échec de la Wehrmacht dans la bataille de Koursk et l'approche de l'Armée rouge dans la région suscitent des exactions allemandes en rétorsion d'actes multipliés de résistance; et leur départ de la ville est désormais inévitable. Ils commencent à quitter Orel le 26 juillet 1943 et l'Armée Rouge libère totalement la ville le 5 août suivant. Après cela le général Hamann est pendant une courte période commandant militaire de la ville de Briansk. Un mois plus tard, les Allemands quittent la ville et l'Armée Rouge y entre le 17 septembre.

### Commandant de Bobrouïsk
Nommé ensuite commandant militaire de Babrouïsk beaucoup plus au sud-ouest (aujourd'hui en république de Biélorussie), Adolf Hamann a l'intention de s'y installer durablement et à tout prix, face aux forces soviétiques. Mais celles-ci arrivent aux abords de la ville en juin 1944, dans le cadre de l'offensive de Bobrouïsk qui fait partie de l'opération Bagration, la soumettant à des bombardements d'artilleries continus. Le 28 juin, Hamann reçoit l'ordre de tenir la ville avec la 383e division d'infanterie (qu'il commande désormais avec ses propres troupes). Il « réussit à former un périmètre de défense fortifié autour de la ville », comme le souligne dans ses Mémoires le général soviétique Rokossovski. Les rues sont barricadées, les maisons adaptées en points de tir, des tanks sont placés aux carrefours, tandis que les faubourgs sont minés depuis un certain temps déjà. Malgré tout cela, Hamann prend la décision le lendemain 29 juin de quitter Bobrouïsk vers le nord-ouest. Selon les données soviétiques, le général donne auparavant l'ordre de brûler les fosses communes des personnes précédemment exécutées, afin de dissimuler les preuves de son crime.
Le général ne peut rejoindre les forces de la Wehrmacht en fuite plus à l'ouest, car la zone est encerclée. Il se rend aux Soviétiques aux abords de la ville, comme douze mille autres soldats allemands. Le 17 juin 1944, il fait partie des dix-neuf généraux de la Wehmarcht qui au milieu de cinquante mille prisonniers forment le grand défilé de prisonniers allemands qui doivent marcher devant la population de Moscou et qui est entré dans l'histoire sous le nom de Défilé des vaincus. « Chef de la Kommandantur d'Orel et commandant militaire de Bobrouïsk, meurtrier et véritable boucher. Des dizaines de milliers de Soviétiques ont été victimes de ses crimes »: c'est ainsi que le qualifie le speaker d'un film d'actualités de l'époque, Convoi des prisonniers de guerre allemands à travers Moscou (Проконвоирование военнопленных немцев через Москву).

### Procès et exécution
La commission nationale extraordinaire avait déjà publié le 7 septembre 1943 un message intitulé « À propos des crimes des occupants fascistes allemands dans la ville et l'oblast d'Orel », où il était fait mention du général Hamann comme de l'organisateur de tueries de masse contre des habitants civils innocents. Pendant l'été 1945, la commission régionale de Bobrouïsk sur les crimes commis par les Allemands et leurs affidés sous l'occupation, reconnaît qu'Adolf Hamann est l'un des principaux coupables d'exactions contre la population civile de l'oblast de Bobrouïsk et contre les prisonniers de guerre, ainsi que du pillage économique. Le procès contre Hamman et contre d'autres officiers allemands se tient à Briansk en décembre 1945. Adolf Hamann, commandant à l'arrière de la région 532, le lieutenant-général Friedrich Gustav Bernhardt, Karl Theodor Stein et Martin Adolf Lemler sont inculpés de crimes de guerre. Selon la version de l'accusation, leur culpabilité a été reconnue dans le fait que 96 000 prisonniers de guerre soviétiques ont été pendus, fusillés ou bien condamnés à mourir de faim et dans le fait que 130 000 civils (et seulement pendant le mois de novembre 1941 à Bobrouïsk dix mille juifs, soit la moitié des disparus juifs du ghetto de la ville). Contre les citoyens soviétiques, ils ont été coupables d'avoir ordonné l'usage de la force létale, le gaz moutarde et de s'être servi de certains comme des « mines vivantes ». Environ 218 000 personnes ont été déportées en Allemagne en tant que travailleurs forcés, et des dizaines de villes des territoires occupés ont dû subir la ruine et la destruction.
Tous les chefs d'accusation sont retenus par le tribunal pour Hamann, Bernhardt et Lemler et en partie pour Stein (condamné à vingt ans d'emprisonnement). Hamann est condamné à la pendaison, le 30 décembre 1945, par le tribunal militaire de Briansk et exécuté le jour même, ainsi que Bernhardt et Lemler.